# Jakub Jaworski (łyżwiarz)
Jakub Jaworski (ur. 29 lipca 1986 w Białymstoku) – polski łyżwiarz szybki, startujący w short tracku, olimpijczyk.
Startował na Igrzyskach w Vancouver. W biegu na 1500 metrów zajął 27. miejsce.